# چیستوی بانکی
جزیره چیستوی بانکی یا جزیره‌ای در دریای کاسپین و در دهانه‌های رود ولگا است.
این جزیره در ۲۷ کیلومتری جنوب نوک جنوبی جزیره زیودف جای دارد.
این جزیره دارای درازای ۶ کیلومتر و بیشینه پهنای ۴ کیلومتر است.
این جزیره از نظر اداری متعلق به استان آستراخان کشور روسیه است.